# Россия (шоколадная фабрика)
«Россия» — советская и российская шоколадная фабрика в Самаре, основанная в 1969 году. С 1995 года принадлежит швейцарской компании Nestlé.

## История
Фабрика строилась в конце 1960-х годов по проекту итальянской фирмы «Карле и Монтанари». Запущена в эксплуатацию в апреле 1970 года, став первым в СССР предприятием по производству шоколада полного цикла: от обжарки какао-бобов до выпуска готовых изделий. Производственные мощности были рассчитаны на выпуск 25 тысяч тонн продукции в год.
Первым директором Куйбышевской шоколадной фабрики «Россия» со дня её основания и до 1991 года была Елена Васильевна Шпакова. В 1975 году за выполнение пятилетнего плана фабрика была награждена орденом «Знак почёта», 10 видов продукции получили государственный знак качества СССР.
Фабрика производила широкий ассортимент продукции: конфеты (для продажи на вес и наборы в коробках), шоколадные плитки, фигурные изделия, ассортимент постоянно расширялся, разрабатывались новые рецепты. Фирменным продуктом фабрики были конфеты в коробках «Раздолье». 

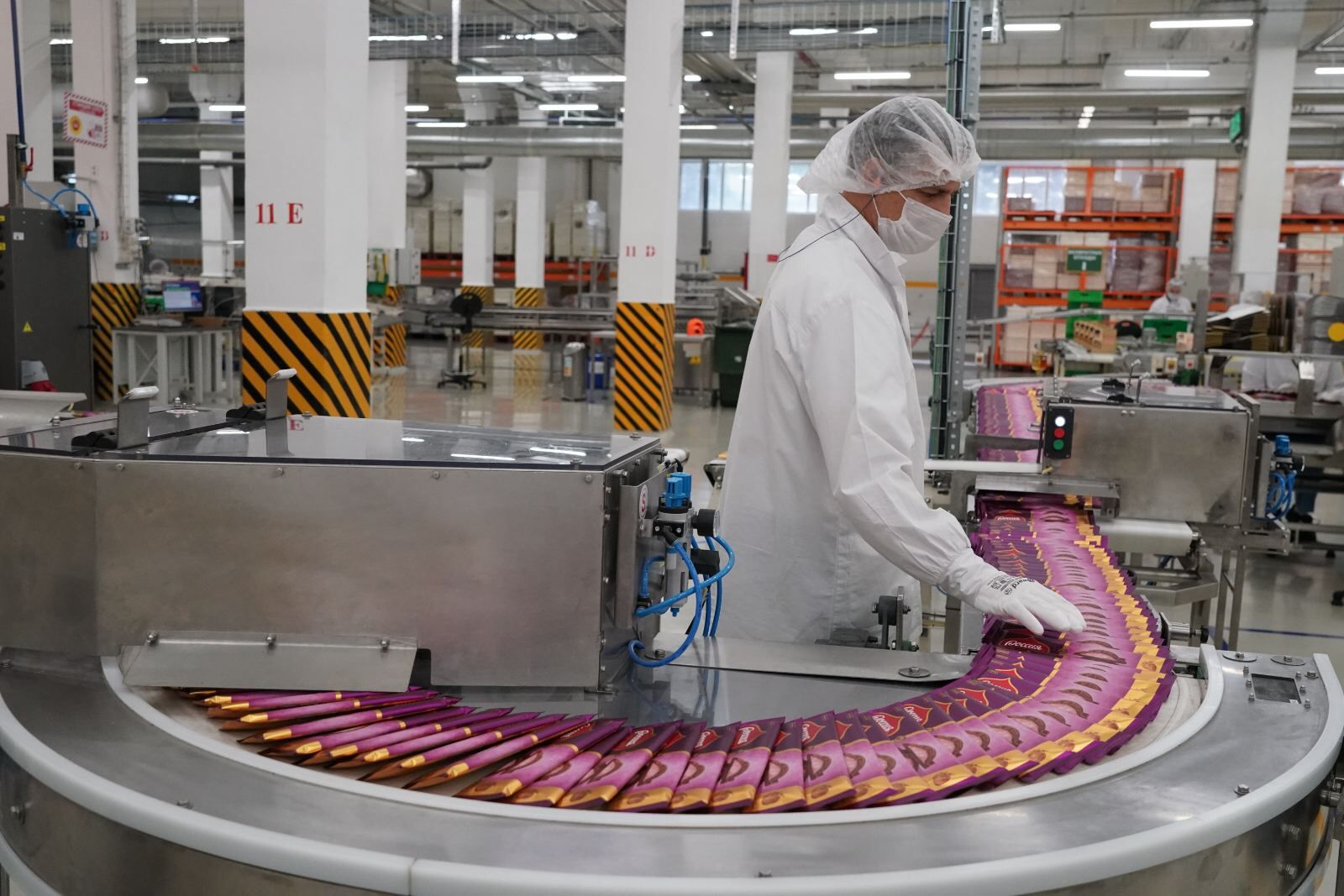
Производственная линия шоколадной фабрики «Россия»

В 1992 году фабрика была акционирована по программе приватизации (основано открытое акционерное общество «Кондитерское объединение „Россия“»). В 1995 году Nestlé приобрела контрольный пакет акций фабрики, в июне 2011 года открытое акционерное общество, владеющее производственным комплексом фабрики, было реорганизовано в форме присоединения к российскому юрлицу Nestlé в качестве производственного филиала. Nestlé заявляет о суммарных инвестициях в фабрику с 1995 года в сумму более $200 млн.
Были разработаны новые для «России» виды продукции — шоколадные батончики, шоколадные плитки «Сударушка», «Путешествие», «Совершенство», «Золотая марка», конфеты «Комильфо».
В 2010-е годы на фабрике производилось более 170 наименований шоколадной и прочей кондитерской продукции под брендами «„Россия“ — щедрая душа!», Nestle, Nesquik, Nuts, конфеты «Родные просторы».
В 2021 году была обновлена линия по переработке какао-бобов.